# Glen Alpine Creek
La Glen Alpine Creek est un cours d'eau américain qui s'écoule dans le comté d'El Dorado, en Californie. La rivière, longue de 4 milles, forme le lac Lily puis les chutes Glen Alpine avant de se jeter dans le lac Fallen Leaf.